# Bracon (insecto)

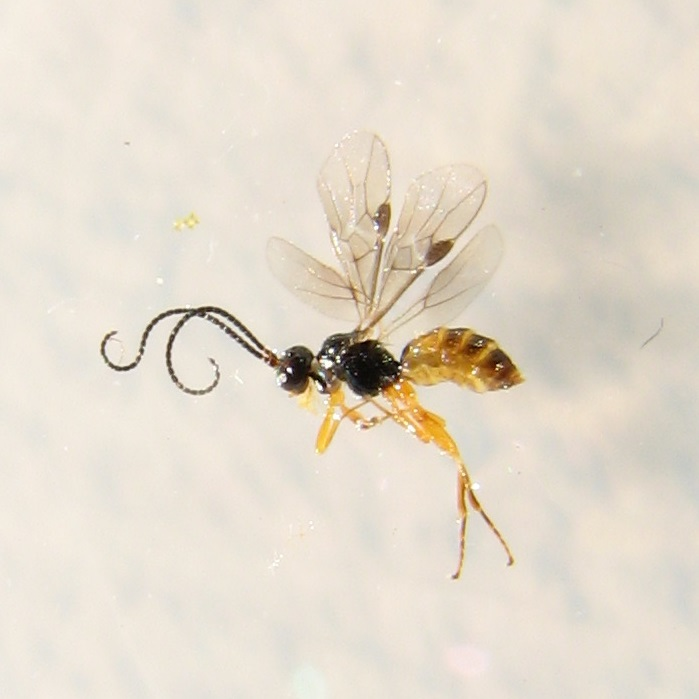
Bracon sp.

Bracon es un género de avispas parasitoides de la familia Braconidae. Hay varios centenares de especies descritas y posiblemente miles aun sin describir. El género es cosmopolita con la mayoría de las especies descritas encontradas en el Paleártico.
Son ectoparasitoides, es decir que las larvas se desarrollan fuera del cuerpo del huésped. Entre las especies huéspedes se cuentan lepidópteros, escarabajos, moscas, himenópteros y hemípteros. Son idiobiontes. Detienen el desarrollo del huésped cuando depositan los huevos en su cuerpo. Algunas especies son especialistas en una sola especie de huésped y otras usan muchas especies diferentes.
Los huevos de estas avispas pueden ser sumamente resistentes. Hay un informe de huevos de Bracon depositados en una polilla tortrícida que después penetró una semilla de ligustro, la cual fue tragada por un ave. Después la semilla fue excretada por el pájaro y la avispa completó su ciclo biológico y emergió.
Este numeroso género ha sido subdividido en varios subgéneros, los cuales a su vez se dividen en grupos de especies. El análisis de ADN indica que el grupo es parafilético y que no todos sus subgéneros y grupos tienen una base molecular válida. Es necesario reanalizar el grupo entero. Otros autores continúan dividiendo el género en subgéneros en base a caracteres morfológicos para facilitar la identificación.
La mayoría de los miles de especies que aun se encuadran en este género siguen sin estar descritas, pero aun aquellas que han sido descritas presentan problemas en su clasificación. Incluso sus números son dudosos, calculándose alrededor de 500 a 1000.
Algunas especies
- Bracon acrobasidis
- Bracon agathymi
- Bracon americanus
- Bracon analcidis
- Bracon angelesius
- Bracon apicatus
- Bracon argutator
- Bracon bembeciae
- Bracon brachyurus
- Bracon brevicornis
- Bracon canadensis
- Bracon caulicola
- Bracon cephi
- Bracon cinctus
- Bracon connecticutorum
- Bracon cuscutae
- Bracon cushmani
- Bracon erucarum
- Bracon furtivus
- Bracon gastroideae
- Bracon gelechiae
- Bracon gemmaecola
- Bracon geraei
- Bracon gossypii
- Bracon gracilis

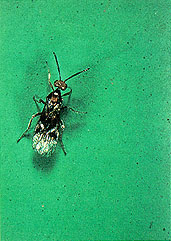
Habrobracon hebetor

- Bracon hebetor ahora considerado Habrobracon hebetor
- Bracon helianthi
- Bracon hemimenae
- Bracon hobomok
- Bracon hyslopi
- Bracon jani
- Bracon kirkpatricki
- Bracon konkapoti
- Bracon laemosacci
- Bracon lineatellae
- Bracon lissogaster
- Bracon lutus
- Bracon mellitor
- Bracon metacomet
- Bracon minutator
- Bracon montowesi
- Bracon nanus
- Bracon nevadensis
- Bracon niger
- Bracon nuperus
- Bracon oenotherae
- Bracon palliventris
- Bracon papaipemae
- Bracon pascuensis
- Bracon piceiceps
- Bracon piger
- Bracon pini
- Bracon podunkorum
- Bracon quinnipiacorum
- Bracon radicis
- Bracon rhyssomati
- Bracon rosaceani
- Bracon rufomarginatus
- Bracon sanninoideae
- Bracon scanticorum
- Bracon sesiae
- Bracon sphenophori
- Bracon sulcifrons
- Bracon tachypteri
- Bracon tenuiceps
- Bracon tenuis
- Bracon terebella
- Bracon tychii
- Bracon uncas
- Bracon variabilis
- Bracon wawequa
- Bracon xanthonotus